# 菊池淳介
菊池 淳介（きくち じゅんすけ、1967年（昭和42年）3月15日 - ）は、日本のフリーランスラジオディレクター・ラジオパーソナリティ・歌手。数々のラジオ番組のチーフディレクターをこなす。フォークバンド「かかし」の元メンバー。 (リーダー・ボーカル・タンバリン・エッグシェイカー) 愛称・マイクネームは「きっくん」。山梨県山梨市出身。山梨県立日川高等学校卒業。東京都調布市在住。

## 人物
- プロフィール上は山梨県出身であるが、生まれてから小学生までは神奈川県横浜市に住んでいた[2]。
- 本業はラジオディレクターだが、「The Nutty Radio Show おに魂」(NACK5) や「はんちんぐ」(山梨放送) では、公私共に仲のよいバカボン鬼塚とのタッグでパーソナリティも務めていた[3]。「おに魂」の番組終了に伴い、裏方に専念。かかしのリーダーも新メンバーのHappyだんばらに交代し、以後、バンドの活動には参加していない。
- 2007年10月31日のNACK5開局17周年の放送では「鬼玉」を休み、玉川美沙に愚痴られた。
- 「おに魂」の関係者の中で一番の歴史（主に日本史）好きであり、放送中に歴史上の事件や人物の説明をたびたび行い、周囲から羨望の眼差しで見られる。
- かつては芸能事務所・ビッグアップルで、五十嵐いづみのマネージャーをしていた[4]。
- お笑い芸人・マキタスポーツの兄とは、小学校から高校まで同じ学校で、友人である。当時、マキタの実家がたまり場になっており、菊池はこの頃から、弟のマキタスポーツとも交流があった。
- 「おに魂」では主に、バカボン鬼塚やリスナーに対するツッコミ役である。その一方で常識がずれているところ、空気が読めないところがあり、「おに魂」内では「キクチズム」といわれている。
- パソコンなど、機械に弱いことを公言[5]していたが、「おに魂」の番組ブログが開始されてから、ブログの記事投稿はできるようになった。また、スマートフォンが普及してからもいわゆるガラケーを使用しており、「HITS! THE TOWN」でバカボン鬼塚に話を振られた際には「日本で最後の1人になるまで (ガラケーを) 使う」と答えた。
- 鞄の中身が重いこともいじられており、「おに魂」では罰ゲームに使われた。その後、新しいものに買い替えたため、2011年5月の「おに魂ライブ」のチャリティーオークションに出品された。本人曰く「鞄が重いのはディレクター業務の時のみで、CDがたくさん入っていることが理由」とのこと。
- 会社勤めなどは向いていないと昔から考えていた。理由は「毎日同じ机に座るのが無理」。バカボン鬼塚曰く、「(菊池は) 勝手に社長の机とか使っていても怒らないような人の下じゃないとやっていけない」[6]。
- ディレクターとして参加している番組でも、パーソナリティの会話に口を出す声や、(おそらく彼の) 大笑いする声が聞こえてきたりする。特に「HITS! THE TOWN」では、パーソナリティであるバカボン鬼塚の方から菊池に話を振ったり、急にいじり出したりすることもある。

## 出演

### 過去のレギュラー番組
- 「はんちんぐ」（YBSラジオ） - パーソナリティ(放送開始～終了)

- 「The Nutty Radio Show おに魂」（NACK5） -  月曜（放送開始～2013年3月）・火曜日パーソナリティ（2013年4月～放送終了）

## スタッフ

### 現在
- 「HITS! THE TOWN」（NACK5）  - チーフディレクター

### 過去
- 「FUTURESCAPE」（FMヨコハマ） - ディレクター[7]
- 「NACK ON TOWN」 (NACK5) - ディレクター[8]
- 「Nutty Radio Show THE魂」（NACK5） - チーフディレクター・水曜ディレクター